# ニトナツ〜恋も仕事も〜
『ニトナツ〜恋も仕事も〜』（ニトナツこいもしごとも）は、大阪芸術大学とKBS京都テレビ、サンテレビ、テレビ神奈川が共同して制作したテレビドラマ。産学協同ドラマ第1弾。2003年10月から12月に全13話が放映された。京都と神戸の2都市を舞台に、世代間の結婚感の違いなど描いたコメディタッチの物語で、好評を博し制作の3局以外に福島、三重でも放送された。
このドラマは、大阪産業大学が学生の実習の場と学校の宣伝効果を、放送局側が大学の機材や学生を起用することによるコスト削減をねらい、大学とテレビ局による産学連携で制作された。本作の企画は、当時大阪芸術大学の教授およびKBS京都の番組審議委員長を務めていた映画監督の中島貞夫と、同大大学院で助手を務めていた北條俊正との会話で、北條が自身の企画を披露したことが発端となっている。中島はそれ以前から大学とテレビ局の共同制作の構想を持っており、中島が監修、北條が監督として、産学連携のドラマとして本作が制作されることとなった。本作以降も、産学協同ドラマシリーズとしてシリーズ化され、中島は第5作までの監修を、北條は第4作までの監督を務めている。ただし、本作の制作体制は以降のシリーズ作品と異なり、大学側はスタッフや機材を提供する企画協賛としての裏方での協力で、キャストもプロの俳優を使っている。本作では「広範囲な野外ロケが多く、費用がかかりすぎた」ことなどから、次作以降はロケ地、主要キャストも含め、製作をほぼ全面的に大学側に委託する形となった。
なお、本番組プロデューサーの山本大輔（京都放送）は、「産学協同に初挑戦した第1作は手探り感が否めず、企画全体にパワー不足だった」と評価している。